# Korostyshiv
Korostyshiv (tiếng Ukraina: Коростишів) là một thành phố của Ukraina. Thành phố này thuộc tỉnh Zhytomyr. Thành phố này có diện tích 9,74 km2, dân số theo điều tra dân số năm 2001 là 26068 người.

## Thành phố kết nghĩa
Korostyshiv kết nghĩa với:
- Kohtla-Järve, Estonia[2]